# Lucjusz Domicjusz Aurelian
Lucjusz Domicjusz Aurelian (łac. Lucius Domitius Aurelianus; ur. 9 września 214 w Mezji lub Sirmium, zm. jesienią 275 w okolicach Byzantion, obecnie Stambuł) – cesarz rzymski w latach 270–275. Był jednym z wybitniejszych władców drugiej połowy III wieku. Po długich latach wewnętrznych zamieszek, niepokojów i nieustannych rebelii, twardą ręką zaczął wyprowadzać cesarstwo z kryzysu.

## Pochodzenie
Pochodził z niezamożnej iliryjskiej rodziny z Mezji Dolnej, w regionie naddunajskim . Służył w armii rzymskiej, gdzie dowodził jednostką kawalerii w okresie panowania Galiena (253–268); tam też poznał cesarza Klaudiusza II (268–270) .

## Panowanie

### Dojście do władzy
Po śmierci Klaudiusza II, Senat zaproponował, by cesarzem rzymskim został jego brat Kwintyllus. Ten nie miał jednak poparcia wśród wojska i jego pozycja jako władcy była bardzo niestabilna. W związku z tym Aurelian, rozpuszczając plotkę, że przed śmiercią to jego, a nie Kwintyllusa wyznaczył na następcę Klaudiusz, zyskał poparcie armii i ogłosił się cesarzem.

### Dokonania
W końcu 270 lub na początku 271 roku pokonał Wandalów, którzy najechali Panonię. Narzucił im sojusz, ale wkrótce na Cesarstwo najechali Jutungowie (razem z Alamanami).
Najazd ten dotarł do samej Italii, gdzie Aurelian początkowo poniósł klęskę w bitwie pod Placentią, a następnie zatrzymał najeźdźców w środkowej Italii. Najazd Jutungów i klęska cesarza spowodowała falę uzurpacji.
W Rzymie doszło również do rebelii pracowników mennicy; cesarz dowiedział się o fałszowaniu przez nich monety (w tym czasie zawartość srebra w antoninianach spadła do zaledwie 1–2%) i to doprowadziło mincerzy do tego desperackiego kroku. Rebelia została krwawo stłumiona, towarzyszyły temu represje wobec senatorów.
Po pokonaniu Jutungów w 271 zaczęto wznosić wokół Rzymu wielkie mury obronne, mające strzec stolicy przed najazdami barbarzyńskimi.
W następnym roku doszło do wojny Rzymian z Gotami. Aurelian wkroczył na tereny zamieszkane przez Gotów i pokonał ich. W bitwie zginął król Gotów – Cannabas, który przez część współczesnych badaczy identyfikowany jest jako Kniwa – legendarny zwycięzca spod Abrittus lub też jego potomek.
Ze zwycięstwem nad Gotami związana jest najbardziej kontrowersyjna decyzja Aureliana – opuszczenie prowincji Dacji przez Rzymian. Dokładna data ewakuacji nie jest znana; sugerowano, że miało to miejsce: po pokonaniu Gotów, po zwycięstwie nad Karpami lub w ostatnim roku panowania Aureliana.
Pierwsza z możliwości jest najbardziej prawdopodobna.
Nie jest pewne co się stało z ludnością cywilną tej prowincji; źródła historyczne podkreślają ewakuację jej i przesiedlenie do nowej prowincji, położonej na południe od Dunaju. Rzeczywiście, na podstawie pojawienia się inskrypcji łacińskich na tym terenie można zaryzykować tezę, że część ludności Dacji przesiedlono na południe. Wydaje się, że część jednak została w dawnej prowincji.

### Walki z Zenobią i Wabalatem
W 272 roku Aurelian rozpoczął rekonkwistę rzymskiego wschodu, który znajdował się w rękach wywodzących się z Palmyry – królowej Zenobii i jej syna Waballata. Na wiosnę 272 roku Aurelian szybkim marszem zajął Azję Mniejszą, gdzie opór stawiała mu jedynie Tyana. Wedle Historia Augusta cesarz wściekły na miasto za zamknięcie przed nim bram zagroził, że jeśli Tyana upadnie to nakaże zabić wszystkich w mieście łącznie z psami. Po upadku miasta jednak na prośbę Apolloniusza z Tyany, który ukazał mu się we śnie, cesarz darował życie mieszkańcom miasta, ale, aby nie cofać słowa, nakazał zabić wszystkie psy w mieście.

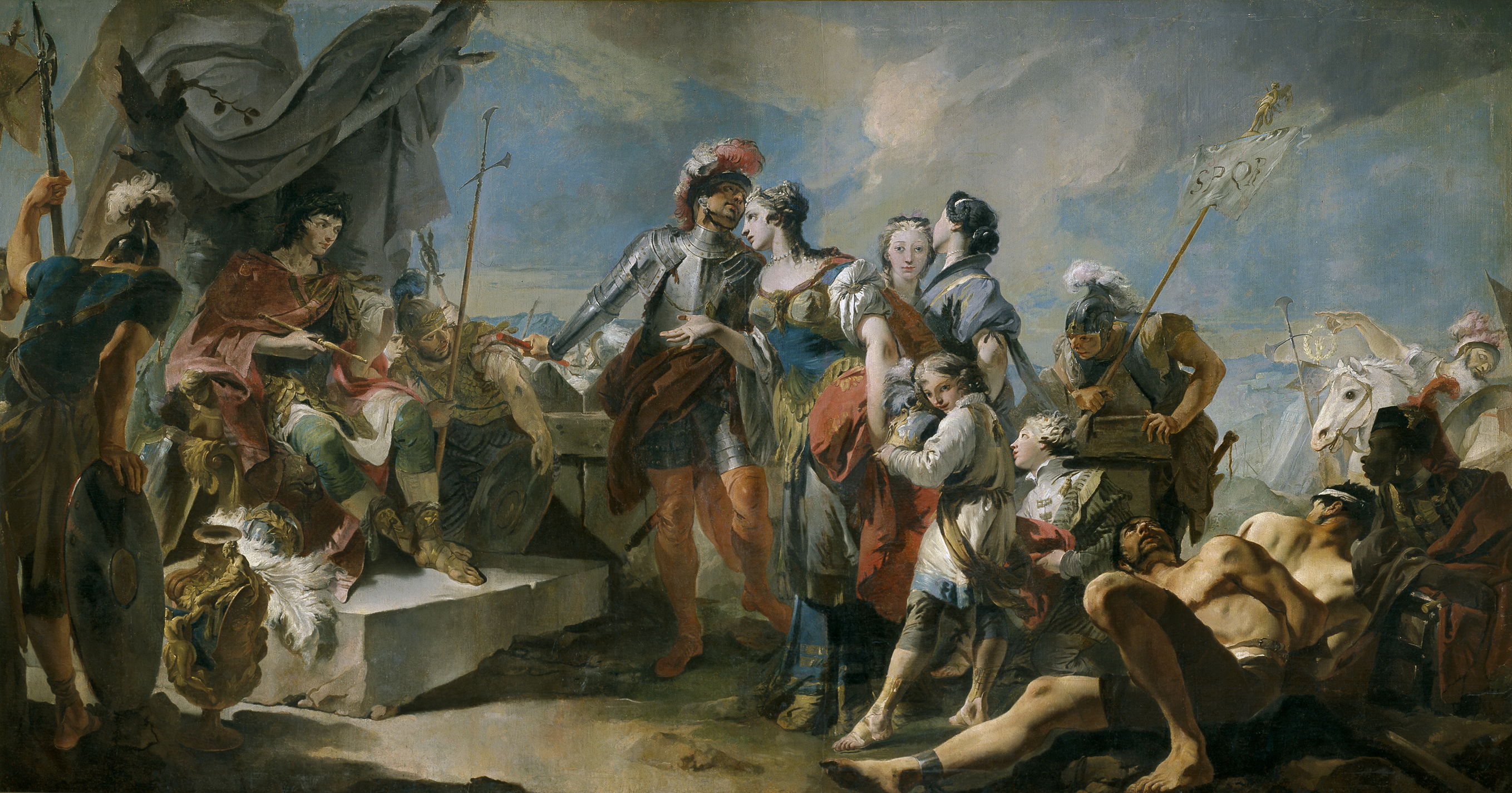
Triumf Aureliana nad pokonaną Zenobią (mal. G.B. Tiepolo, ok. 1717)

Decydujące starcie pomiędzy Zenobią i Wabalatem a Aurelianem nastąpiło w Syrii. W dwóch bitwach koło Immae (niedaleko Antiochii), oraz Emesy Aurelian pokonał armię Zenobii. Następnie cesarz miał oblegać Palmyrę, gdzie schroniła się królowa. Dziś archeolodzy kwestionują historyczność tego oblężenia – wokół miasta nie było murów, które mogły zatrzymać wojska Aureliana (mury Palmyry, które są dziś widoczne, zbudowano już po upadku miasta).
W sierpniu 272 roku Palmyra znajdowała się więc w rękach Aureliana, a Zenobia i jej syn zostali wzięci do niewoli. Dalszy los Waballata nie jest znany; Zenobia wedle najbardziej rozpowszechnionej wersji miała zostać wysłana do Italii, gdzie później wiodła spokojne życie jako rzymska matrona. Wobec innych zwolenników królowej Aurelian nie miał tyle litości – wśród skazanych na śmierć był filozof Kasjusz Longinus. 
Aurelian dosyć szybko musiał wracać nad Dunaj, gdzie doszło do najazdu Karpów. Cesarz szybko pokonał najeźdźców. W tym samym czasie doszło do rebelii w Palmyrze, w której zabito cały rzymski garnizon. Zapewne wybuch tego buntu spowodowany był postępowaniem rzymskiego garnizonu. Aurelian szybko wrócił na wschód i bez większych problemów ponownie zajął miasto. Starożytni historycy opisują zniszczenie Palmyry, co kwestionują archeolodzy.
W 274 r. Aurelian rozpoczął wojnę na zachodzie przeciwko Tetricusowi I – cesarzowi Imperium Galliarum (Cesarstwa Galijskiego). Pomiędzy wojskami Aureliana a siłami Tetricusa doszło do bitwy pod Châlons-en-Champagne, w której Aurelian odniósł zdecydowane zwycięstwo. Z bitwą ta związana jest opowieść o prowadzeniu przez Tetricusa potajemnych rozmów o kapitulacji z Aurelianem, które doprowadziły do jego poddania się podczas bitwy. Według części badaczy Tetricus I dostał się w czasie bitwy do niewoli, a cała opowieść miała na celu zdyskredytowanie go w oczach mieszkańców Galii. Tetricus I nie tylko nie został przez Aureliana zabity, ale po tryumfie cesarza został on mianowany correctorem Italii.

## Polityka wewnętrzna

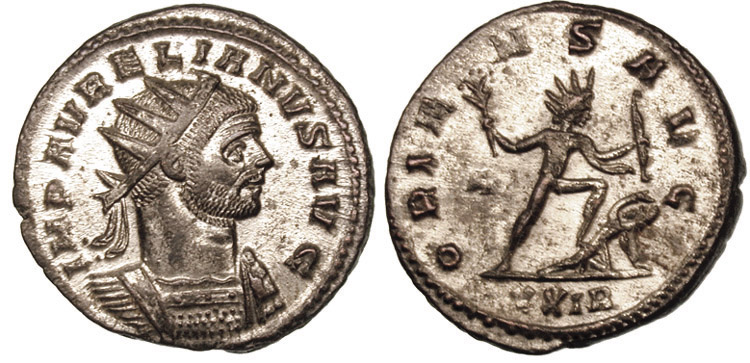
Antoninian Aureliana z postacią Sola i legendą ORIENS AVG(usti)

Aurelian przeprowadził reformę monetarną, dzięki której zwiększono zawartość srebra w antoninianach.
Cesarz był gorliwym czcicielem boga-Słońca Sol Invictus i wzniósł w Rzymie świątynię poświęconą temu bóstwu oraz ustanowił odbywające się co 4 lata igrzyska na jego cześć, wprowadził też nowe kolegium kapłańskie pontyfików Słońca. Część badaczy uznaje, że Aurelian wprowadził Sol jako jedyne lub najwyższe bóstwo w cesarstwie rzymskim. Hipoteza ta znajduje dziś coraz mniej zwolenników. Wydaje się, że wszystkie wprowadzone przez niego innowacje religijne mieszczą się w ramach tradycyjnej rzymskiej religii. Także emisja monet z legendą Sol Domini Imperi Romani nie jest dowodem na tę tezę – monety te emitowano w tylko jednej mennicy, emisji tych było bardzo mało i dotyczyły tylko monet brązowych.
Stosunek Aureliana do chrześcijan był raczej niechętny, lecz nie prowadził on masowych prześladowań. Liczba odnotowanych w martyrologiach domniemanych męczeństw przypadających na panowanie Aureliana wynosi 22, a po wykluczeniu wątpliwych opowiadań legendarnych – jedynie 10.

## Śmierć Aureliana
Aurelian zginął zamordowany podczas spisku wojskowych w czasie przygotowań do nowej wyprawy wojennej w okolicach Byzantion, w 275 r. Nie jest jasne, czy miała być ona skierowana przeciw Persji, czy Gotom. 
Przywódcą morderców cesarza był jeden z jego dowódców Mucapor. Dokładna data śmierci cesarza nie jest znana. Ostatni dokument papirusowy, na którym Aurelian figuruje jako cesarz, datowany jest na 19 października 275 r. Pierwszy dokument w Egipcie datowany panowaniem następcy Aureliana – Tacyta datowany jest dopiero na maj 276 r. Z całą pewnością Tacyt objął władzę przed 10 grudnia 275 r. (sprawował drugą tribunicia potestas, która była odnawiana 10 grudnia).
W źródłach literackich pojawia się informacja o 6-miesięcznym interregnum („bezkrólewiu”) pomiędzy rządami Aureliana a Tacyta. Wydaje się, że jest to efekt błędnej interpretacji informacji źródłowej, że panowanie Tacyta było 6-miesięcznym interregnum pomiędzy rządami Aureliana a Probusa. W każdym razie Tacyt przejął rządy nie dłużej niż po miesiącu lub dwóch, przed 10 grudnia 275 roku.
Pojawiła się również hipoteza, wedle której po śmierci Aureliana rządy sprawowała jego żona – Seweryna. Dowodem na to mają być liczne emisje monet z jej wizerunkiem pod sam koniec panowania Aureliana.